# قبا (مسیحیت)

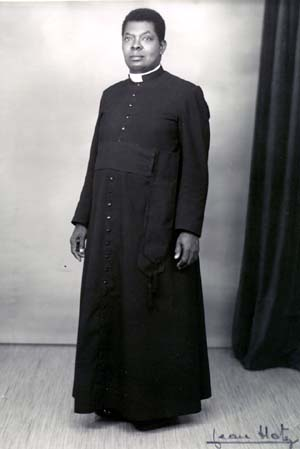
نخستین کشیش کاتولیک بومی در کنگوی بلژیک، با پوشیدن خرقه رومی با ۳۳ دکمه استاندارد در اوایل سدهٔ ۱۹۰۰

قبا، خرقه، روپوش (به انگلیسی: Cassock) یا سوتان (soutane) یک کت لباس روحانی مسیحی است که توسط روحانیان و مردان مذهبی کلیساهای ارتدوکس مشرقی، کلیسای ارتدکس شرقی و کلیسای کاتولیک، علاوه بر برخی از روحانیون در فرقه‌های پروتستانی خاص مانند آنگلیکن‌ها و لوتری‌ها استفاده می‌شود. «لباس تا قوزک پا» به معنای واقعی کلمه لاتین مربوط، vestis talaris است. این مربوط به عادتی است که به‌طور سنتی توسط راهبه‌ها، راهبان و برادران روحانی استفاده می‌شود.
قبا از نظر تاریخی از تونیک دوران باستان کلاسیک که در روم باستان در زیر توگا و کیتونی که در یونان باستان زیر هیماتیون می‌پوشیدند، نشأت می‌گیرد. در مراسم مذهبی، به‌طور سنتی زیر لباس‌هایی مانند بلندقبا پوشیده می‌شد.